# St. Georg und Elisabeth (Oppin)

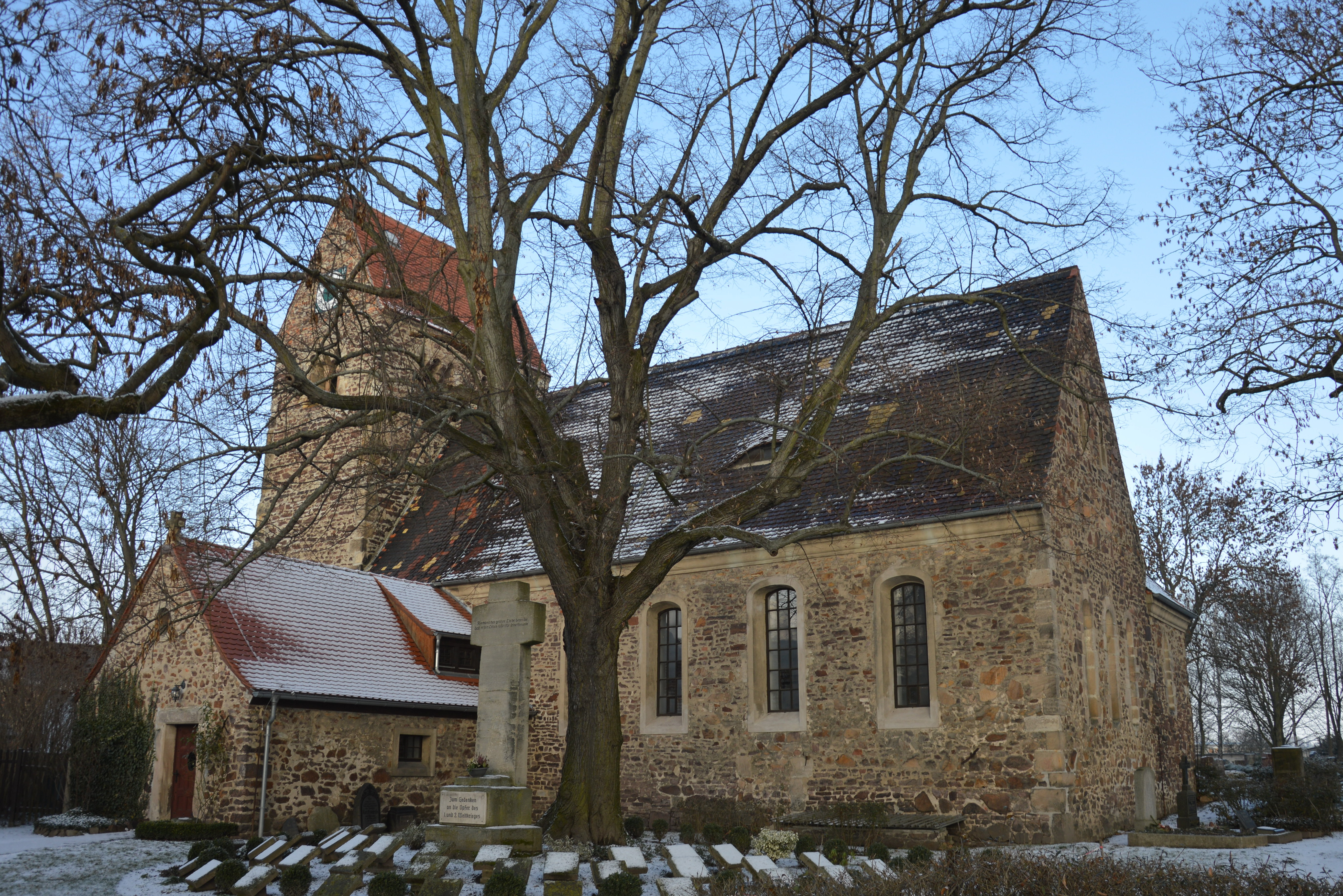
Sankt-Georg-und-Sankt-Elisabeth-Kirche

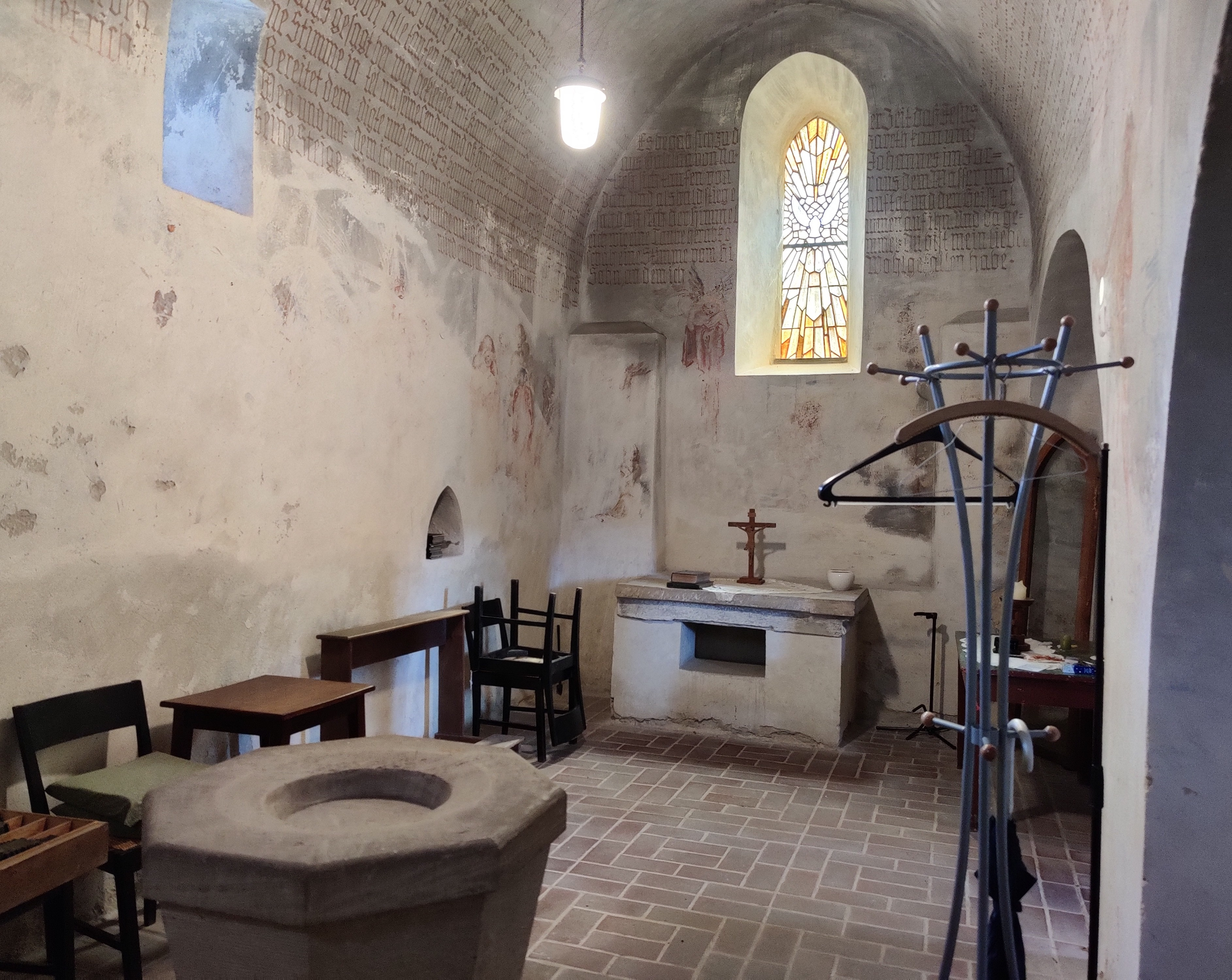
Kapelle

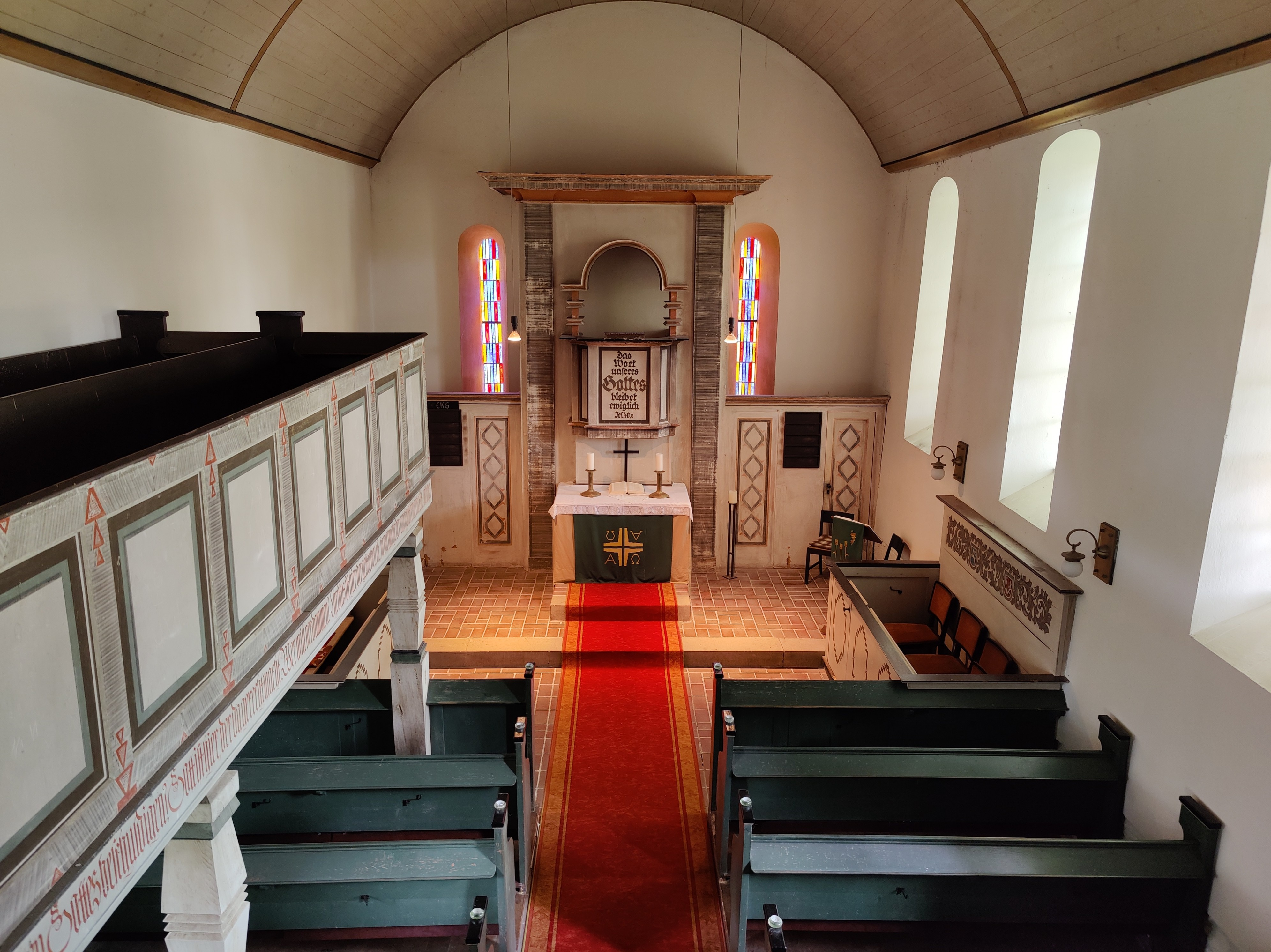
Innenraum

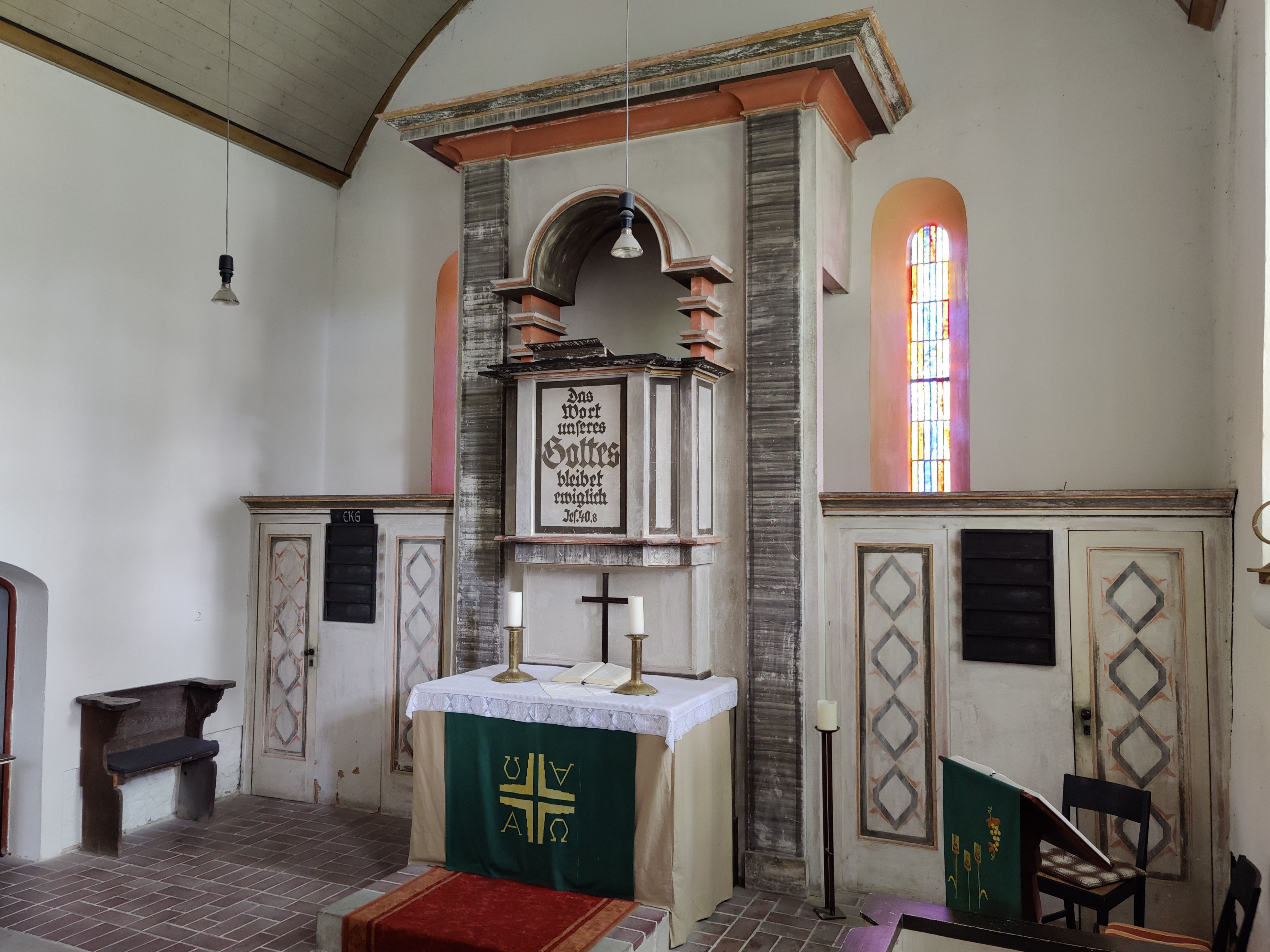
Kanzelaltar, links Lutherstuhl

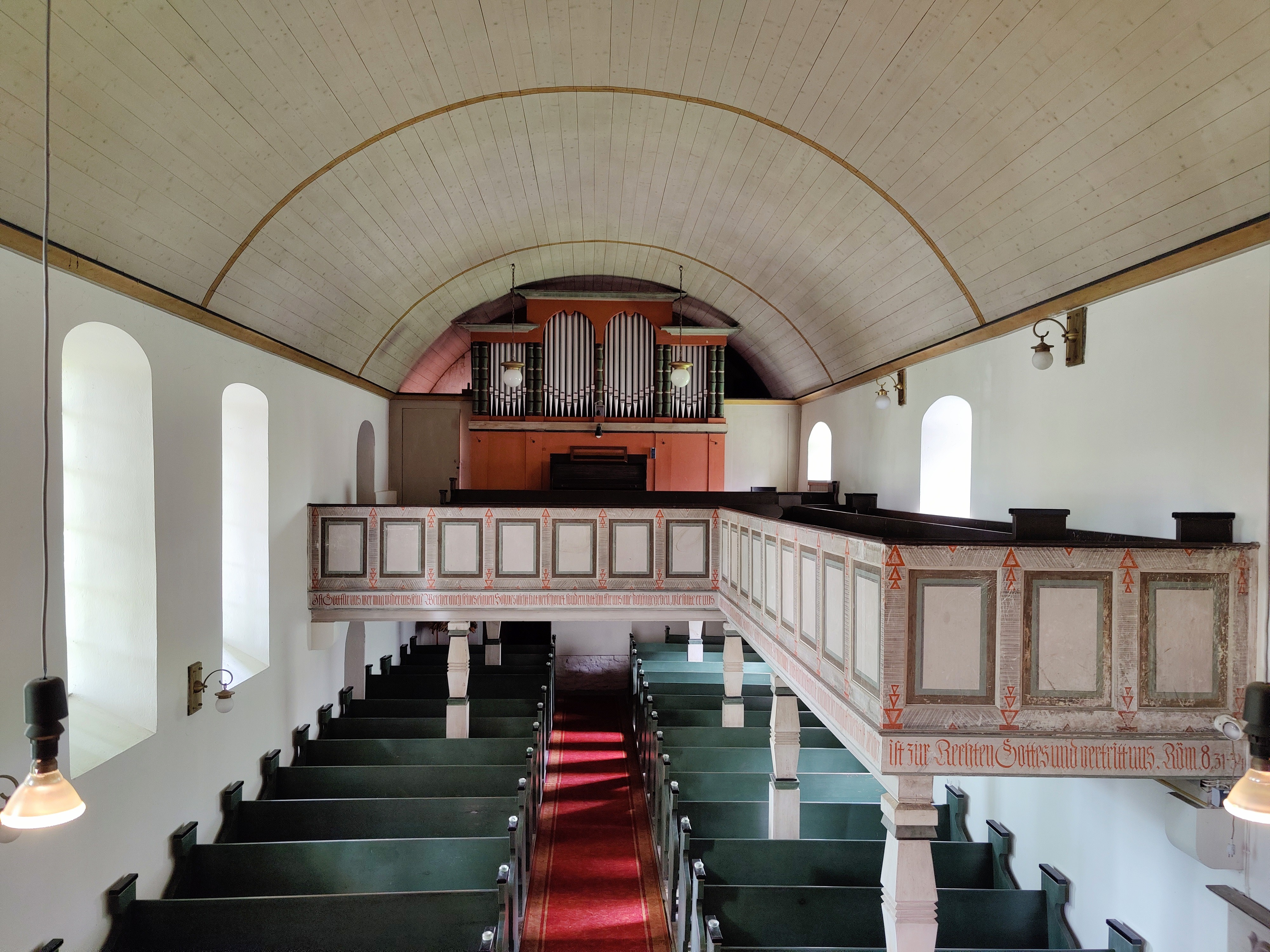
Blick zur Orgel

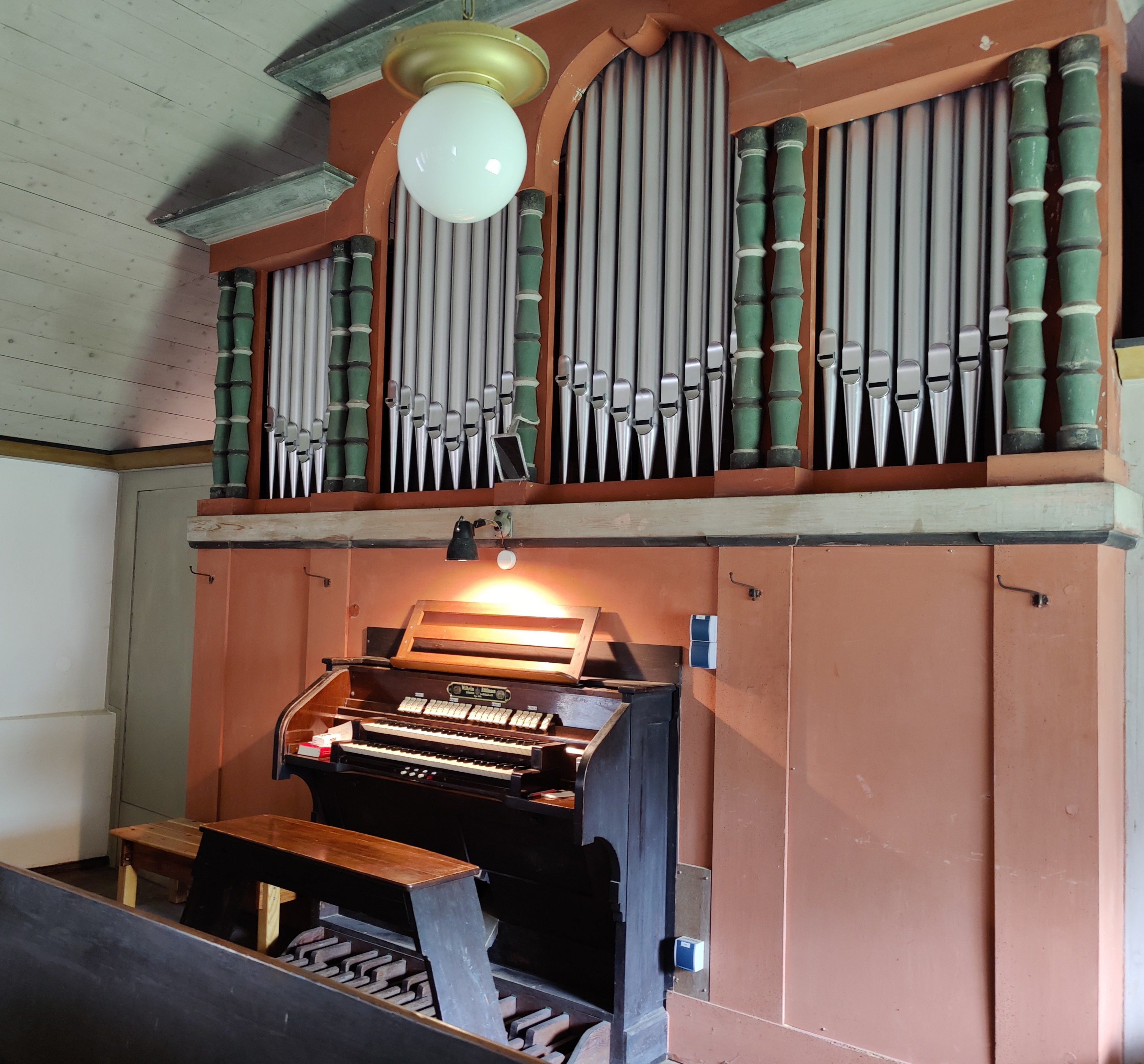
Orgel

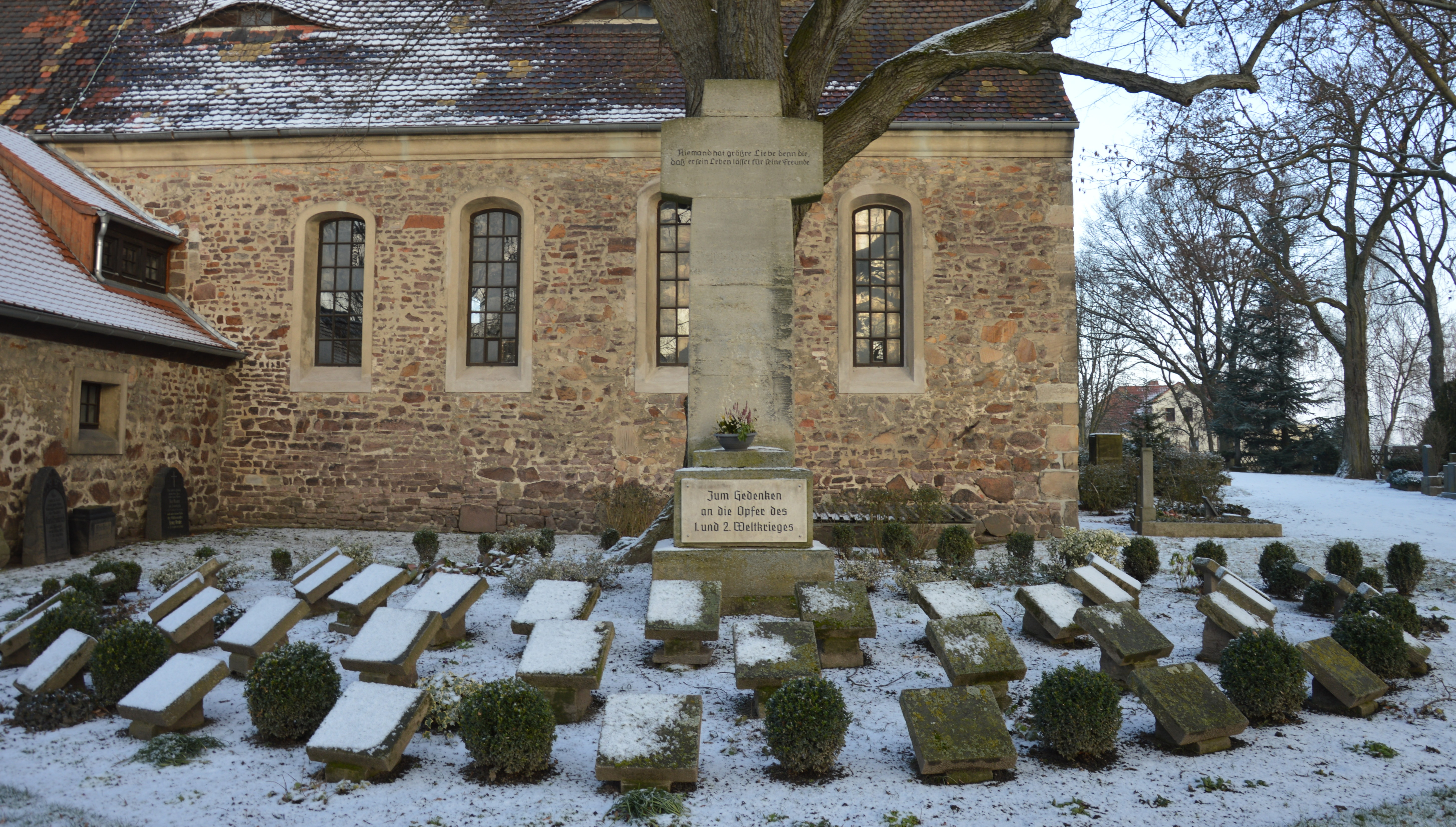
Kriegerdenkmal

Die Sankt-Georg-und-Elisabeth-Kirche ist eine Kirche der Evangelischen Kirche in Mitteldeutschland im zur Stadt Landsberg in Sachsen-Anhalt gehörenden Ortsteil Oppin.
Die Kirchengemeinde gehört zum Pfarramt Hohenthurm  im Kirchenkreis Halle-Saalkreis der Evangelischen Kirche in Mitteldeutschland und hat 152 Gemeindeglieder (Stand 2015). Für die Kirche besteht der Förderverein Kirche St. Georg und St. Elisabeth Oppin e.V.

## Lage
Die Kirche befindet sich im Ortskern Oppins auf der Nordseite der Alten Hauptstraße.

## Architektur und Geschichte
Die einschiffige Kirche wurde im 13. Jahrhundert aus Bruchsteinen erbaut. Auf der Nordseite ist eine ebenfalls im 13. Jahrhundert entstandene Kapelle mit quadratischen Grundriss angebaut, die als Taufkapelle genutzt wird. Westlich des Kirchenschiffs befindet sich ein quer zum Schiff stehender Kirchturm, dessen Entstehung auf die erste Hälfte des 13. Jahrhunderts datiert wird. Er verfügt über dreiteilige Schallarkaden und wird von einem Satteldach bedeckt. In den Jahren 1633 und 1655 wurde das Kirchenschiff durch Brände zerstört und später jeweils erneuert. Im Jahr 1767 wurde auf der Südseite des Schiffs ein Portalvorbau errichtet. In der Nacht vom 7. auf den 8. August 1928 wurde das Kirchenschiff bei einem weiteren Brand wiederum zerstört und in den Jahren 1929/30 wieder aufgebaut.
Das Innere des Schiffs wird von einer Holztonne überspannt. Der Kirchturm war ursprünglich durch eine spätromanische Doppelarkade zum Schiff hin geöffnet. Die heutige Innengestaltung stammt aus dem Wiederaufbau ab 1929 und ist ein seltenes Beispiel der Ausstattung von Kirchen in den 1930er Jahren. Insbesondere Nord- und Westempore, Kanzelaltar und Orgel stammen aus dieser Zeit. Der Kanzelaltar befindet sich an der östlichen Wand. An der Kanzel befindet sich die Inschrift Das Wort unseres Gottes bleibt ewiglich.
Links des Altars befindet sich ein historischer Stuhl, der die Brandkatastrophen überstand. Er wird als Lutherstuhl bezeichnet, da auf ihm der Reformator Martin Luther bei einem Besuch in Oppin gesessen haben soll.
Die an der Nordseite befindliche Kapelle verfügt über ein spitzbogiges Tonnengewölbe. Sie ist mit 1930 entstandenen Malereien verziert. Die Malereien stellen Szenen aus dem Leben Johannes des Täufers dar und wurden von Gisela Leweke-Weyde geschaffen. Als ältere Ausstattungselemente sind eine Sakramentsnische und eine spitzbogige Gerätenische aus dem 13. Jahrhundert in der Kapelle erhalten.
Im Jahr 2001 wurde der Kirchturm saniert und neu gedeckt, 2002 die Kirchturmuhr repariert. Eine Neupflasterung des Gehwegs zur Kirche wurde 2005 vorgenommen. 2006 wurden die Altarfenster erneuert und die Fenster der Kapelle restauriert. Im gleichen Jahr erfolgten Arbeiten an der Dachentwässerung der Kirche. Im Jahr 2007 wurden zwei Sandsteinsäulen in den Schallarkaden erneuert. Weitere Arbeiten betrafen 2008 die Sanierung des Dachs des Kircheneingangs und 2009 die Erneuerung der Elektroinstallation und die Begasung gegen Holzwurmbefall.
Südlich der Kirche befindet sich ein Kriegerdenkmal zum Gedenken an die Opfer des Ersten und Zweiten Weltkriegs.
Im örtlichen Denkmalverzeichnis ist die Kirche unter der Erfassungsnummer 094 55515 als Baudenkmal verzeichnet.

## Glocken
Im Kirchturm befinden sich zwei Bronzeglocken. Die größere stammt aus dem Jahr 1655 und wiegt 550 Kilogramm. Zum Zeitpunkt des Brandes hatte die Kirche noch vier weitere Glocken, die jedoch durch die Hitze beschädigt wurden. Aus ihnen wurden vier neue Glocken gegossen, von der jedoch nur die zweitgrößte der gegossenen Glocken bis heute erhalten blieb. Sie erhielt 2001 einen neuen Klöppel. Zugleich wurde ein neues Joch und eine elektronisch gesteuerte Läutanlage eingebaut. 2007 wurde der Glockenstuhl repariert. Die kleinere Glocke wurde 2019 von Hermann Schmitt/Brockscheid gegossen. Sie hat den Schlagton b′ und ein Gewicht von 411,6 kg. Des Weiteren befindet sich im Turm noch eine funktionslose Schlagglocke in verkürzter Rippe.

## Orgel
1848 schuf Friedrich Wilhelm Rühlmann als sein Opus 2 eine mechanische Orgel mit 18 Registern auf zwei Manualen und Pedal. Dieses Instrument ging traurigerweise beim Kirchbrand 1928 verloren. 1929 schuf Wilhelm Rühlmann aus Zörbig eine neue Orgel, sie ist das 436. Werk der Firma und vereint auf zwei Manualen 17 Register. Trotz einer Restaurierung 1999 und einer weiteren Reparatur 2005 ist das Instrument heute in einem schlechten Zustand und nur mit Ausfällen spielbar.
Disposition (Stand 2021):
| I Hauptwerk C–g3 |            |     |
| 01.              | Gedackt    | 16′ |
| 02.              | Principal  | 08′ |
| 03.              | Quintadena | 08′ |
| 04.              | Hohlflöte  | 08′ |
| 05.              | Octave     | 04′ |
| 06.              | Mixtur IV  | 02′ |

| II Oberwerk C–g3 |                 |     |
| 7.               | Gedackt         | 08′ |
| 8.               | Traversflöte    | 08′ |
| 9.               | Viola alta      | 08′ |
| 10.              | Principal       | 04′ |
| 11.              | Spitzflöte      | 04′ |
| 12.              | Schwiegelpfeife | 02′ |
| 13.              | Sesquialtera II |     |

| Pedal C–f1 |              |     |
| 14.        | Subbaß       | 16′ |
| 15.        | Stillgedackt | 16′ |
| 16.        | Cello        | 08′ |
| 17.        | Octave       | 04′ |

Koppeln und Spielhilfen: Normalkoppeln II/I, I/P, II/P, II/I super, 3 feste Kombinationen p, mf, tutti, Auslöser, Schweller für II, Pianopedal